# سیارک ۱۷۸۲۵۶
سیارک ۱۷۸۲۵۶ (به انگلیسی: 178256 Juanmi، نامگذاری:2007VR102) صد و هفتاد و هشت هزار و دویست و پنجاه و ششمین سیارک کشف شده‌است که در ۳ نوامبر ۲۰۰۷ کشف شد.